# Bistum Camaçari
Das Bistum Camaçari (lat.: Dioecesis Camassariensis, port.: Diocese de Camaçari) ist eine in Brasilien gelegene römisch-katholische Diözese mit Sitz in Camaçari im Bundesstaat Bahia.

## Geschichte
Das Bistum Camaçari wurde am 15. Dezember 2010 durch Papst Benedikt XVI. mit der Apostolischen Konstitution Ad spirituale bonum aus Gebietsabtretungen des Erzbistums São Salvador da Bahia errichtet und diesem als Suffraganbistum unterstellt.

## Bischöfe von Camaçari
- Giancarlo Petrini, 2010–2021
- Dirceu de Oliveira Medeiros, seit 2021